# Saint-Ignan
Saint-Ignan é uma comuna francesa na região administrativa de Occitânia, no departamento de Alta Garona. Estende-se por uma área de 5,35 km². Em 2010 a comuna tinha 232 habitantes (densidade: 43,4 hab./km²).